# 309 Fraternitas
Fraternitas (asteroide 309) é um asteroide da cintura principal com um diâmetro de 45,32 quilômetros, a 2,3605045 UA. Possui uma excentricidade de 0,1144364 e um período orbital de 1 589,54 dias (4,35 anos).
Fraternitas tem uma velocidade orbital média de 18,24316588 km/s e uma inclinação de 3,72126º.
Esse asteroide foi descoberto em 6 de Abril de 1891 por Johann Palisa.